# Gymnura australis
Gymnura australis är en rockeart som först beskrevs av Ramsay och Ogilby 1886.  Gymnura australis ingår i släktet Gymnura och familjen Gymnuridae. IUCN kategoriserar arten globalt som livskraftig. Inga underarter finns listade i Catalogue of Life.